# Bresničić
Bresničić (cyr. Бресничић) – wieś w Serbii, w okręgu toplickim, w mieście Prokuplje. W 2011 roku liczyła 237 mieszkańców.